# Svetlana Bažanova
Svetlana Valer'evna Bažanova (in russo Светлана Валерьевна Бажанова?; Čeljabinsk, 1º dicembre 1972) è un'ex pattinatrice di velocità su ghiaccio russa.

## Palmarès

### Olimpiadi
- Oro a Lillehammer 1994 nei 3000 metri.